# خوسيه لويس رودريغيز (لاعب كرة قدم)
خوسيه لويس رودريغيز (بالإسبانية: José Luis Rodríguez)‏ (21 يوليو 1963 ببوينس آيرس في الأرجنتين - ) هو لاعب كرة قدم أرجنتيني في مركز الهجوم. لعب مع أوليمبو وديبورتيفو إسبانول وروزاريو سنترال وريال بيتيس ونادي راسينغ وديبورتيفو كوينكا.

## وصلات خارجية
- خوسيه لويس رودريغيز على موقع قاعدة بيانات كرة القدم.إي يو (الإنجليزية)

1. ↑   https://fbref.com/en/players/020447c8/. {{استشهاد ويب}}: |url= بحاجة لعنوان (مساعدة) والوسيط |title= غير موجود أو فارغ (من ويكي بيانات) (مساعدة)